# Lista de membros da Royal Society eleitos em 1974
Lista de Membros da Royal Society eleitos em 1974.

## Fellows
1. Sir Walter Fred Bodmer
2. William Boon[2]
3. Kenneth Burton[3]
4. Hugh John Forster Cairns
5. Sir Roy Yorke Calne
6. David Roderick Curtis
7. John Frank Davidson
8. Jack David Dunitz
9. Pehr Victor Edman[4]
10. John Eshelby[5]
11. Jack Halpern
12. Stephen Hawking
13. Volker Heine
14. Robert Hinde
15. Albert Edward Litherland
16. James Lovelock
17. Richard Ellis Ford Matthews
18. Drummond Hoyle Matthews[6]
19. Peter Mitchell[7]
20. Samuel Victor Perry[8]
21. Norman James Petch[9]
22. John Robert Philip[10]
23. Sir John Polkinghorne
24. Charles Rees[11]
25. John Rishbeth[12]
26. Roger Valentine Short
27. John Trevor Stuart
28. Robert Henry Stewart Thompson[13]
29. Sir John Vane[14]
30. Frederick Vine
31. Stephen Esslemont Woods[15]
32. Pierre Henry John Young[16]

## Foreign Members
1. Renato Dulbecco[17]
2. George Hitchings
3. Giuseppe Occhialini[18]
4. Jean-Pierre Serre

## Estatuto 12
1. Sir Vivian Fuchs[19]